# Sozhug (sockenhuvudort i Kina, Tibet Autonomous Region, lat 29,42, long 91,87)
Sozhug (kinesiska: 索珠, 丁那区, 索珠乡) är en sockenhuvudort i Kina. Den ligger i den autonoma regionen Tibet, i den sydvästra delen av landet, omkring 76 kilometer öster om regionhuvudstaden Lhasa. Antalet invånare är 2 374. Befolkningen består av 1 190 kvinnor och 1 184 män. Barn under 15 år utgör 19,0 %, vuxna 15-64 år 74 %, och äldre över 65 år 6,0 %.
Runt Sozhug är det mycket glesbefolkat, med 7 invånare per kvadratkilometer. Det finns inga andra samhällen i närheten. Trakten runt Sozhug består i huvudsak av gräsmarker.
Genomsnittlig årsnederbörd är 735 millimeter. Den regnigaste månaden är juli, med i genomsnitt 218 mm nederbörd, och den torraste är februari, med 2 mm nederbörd.